# La Roche-Blanche (Puy-de-Dôme)
Roche-Blanche – miejscowość i gmina we Francji, w regionie Owernia-Rodan-Alpy, w departamencie Puy-de-Dôme.
Według danych na rok 1990 gminę zamieszkiwały 2664 osoby, a gęstość zaludnienia wynosiła 230 osób/km² (wśród 1310 gmin Owernii Roche-Blanche plasuje się na 78. miejscu pod względem liczby ludności, natomiast pod względem powierzchni na miejscu 757.).

## Bibliografia

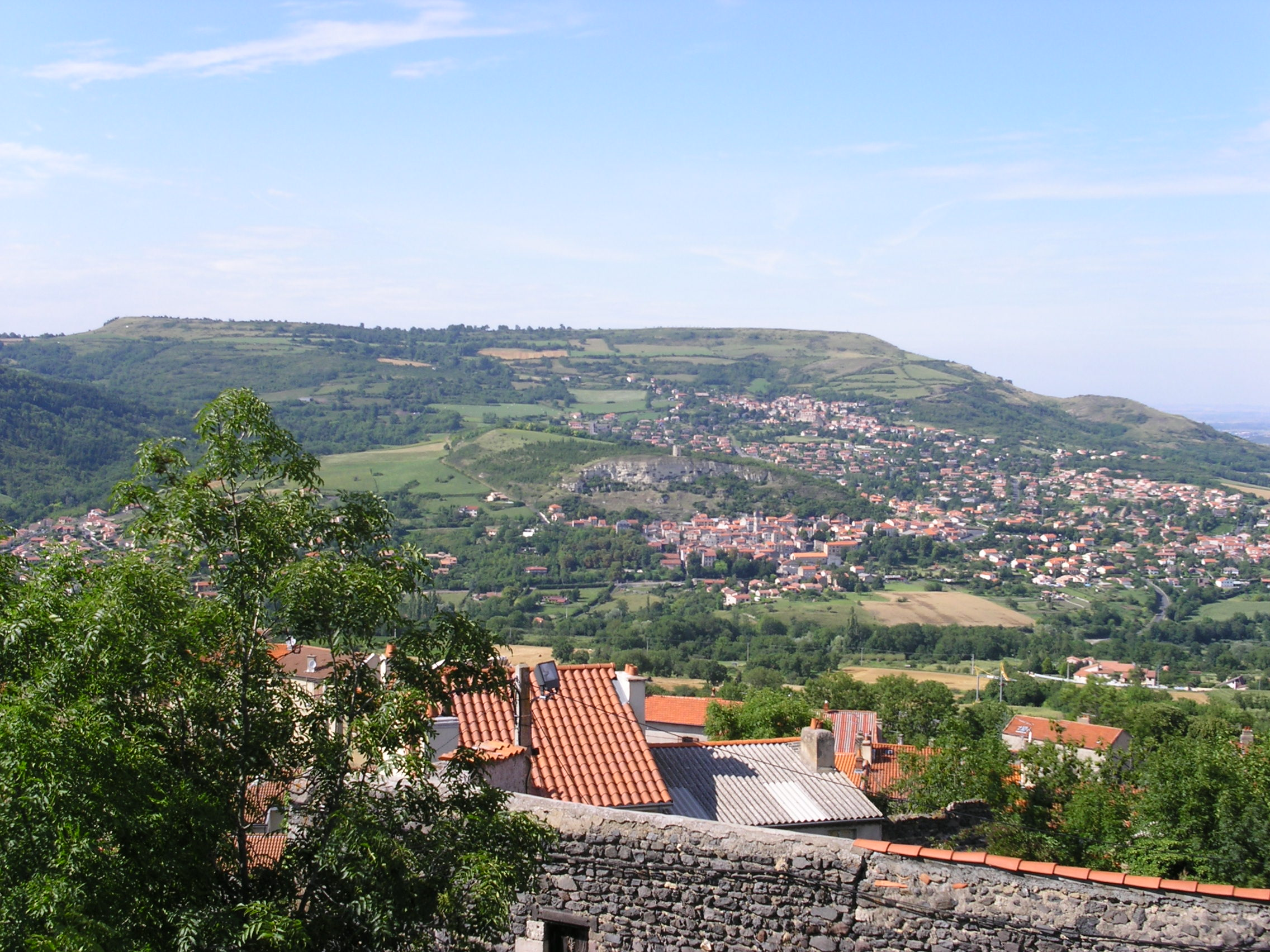
La Roche-Blanche